# Eva Baró i Ramos
Eva Baró i Ramos (Barcelona, 23 d'octubre de 1974) és una psicòloga i política catalana.
Llicenciada en Psicologia per la Universitat de Barcelona, s'ha dedicat a la recerca en biomedicina i en salut pública durant molts anys. Fou empresària d'una companyia del sector sanitari dedicada al disseny, execució i anàlisi de projectes de recerca i desenvolupament en l'àmbit clínic. És coneguda per ser membre dels Castellers de Barcelona, dels quals va ser cap de colla els anys 2007 i 2008.
Ha estat membre de l'Executiva Nacional d'Esquerra Republicana de Catalunya ocupant el càrrec de Secretària Nacional de Gestió del Coneixement. Va dimitir del càrrec a l'Executiva Nacional del partit el passat 2 d'octubre de 2023, per centrar-se amb plena dedicació a la ciutat de Barcelona.
En l'àmbit municipal, va ser escollida Secretària d'Organització de la Federació Regional de Barcelona d'ERC, ha estat la responsable de la campanya territorial per a les eleccions locals del 2015 a Barcelona i va ser Cap de Gabinet del President del grup municipal d'ERC a l'Ajuntament de Barcelona.
Després de guanyar les primàries del partit a Barcelona, a les eleccions al Parlament de Catalunya de 2017 fou escollida com a diputada amb la llista d'Esquerra Republicana de Catalunya-Catalunya Sí. Actualment, és regidora d'Esquerra Republicana a l'Ajuntament de Barcelona.